# 메트로폴리탄 스타디움
메트로폴리탄 스타디움(Metropolitan Stadium)은 미국 미네소타주 블루밍턴에 위치한 야구장이다. 과거 MLB 미네소타 트윈스와 NFL 미네소타 바이킹스의 홈구장으로 사용했다.
| 메이저 리그 베이스볼 올스타전 개최 경기장 |                              |               |
| 1964년                                    | 1965년 메트로폴리탄 스타디움 | 1966년        |
| 셰이 스타디움                             | 1965년 메트로폴리탄 스타디움 | 부시 스타디움 |
|                                           |                              |               |
|                                           |                              |               |